# Коритно (Блед)
Коритно (словен. Koritno) насељено место у општини Блед покрајина Горењска. Општина припада регији Горењска. 
Налази се на ивици речно глацијалне трерасе западно од корита Саве Долинке југоисточно од Бледа, на надморској висини од 487,8 м. Приликом пописа становништва 2002. године насеље је имало 222 становника.

## Познати становници Коритног
- Јакоб Бернард (1909—1942) резервни официр војске краљевине Југославије, учесник Народноослободилачке борбе и народни херој Југославије.